# 28. Sinfonie (Haydn)
Die Sinfonie A-Dur Hoboken-Verzeichnis I:28 komponierte Joseph Haydn um die Jahreswende 1765/66 während seiner Anstellung als Vizekapellmeister beim Fürsten Nikolaus I. Esterházy. Der erste Satz wird fast vollständig von einem einzigen Motiv beherrscht, die Sätze 2 und 3 mit besonderer Struktur und Klangfarbe weisen möglicherweise einen Bezug zur Bühnenmusik auf.

## Allgemeines

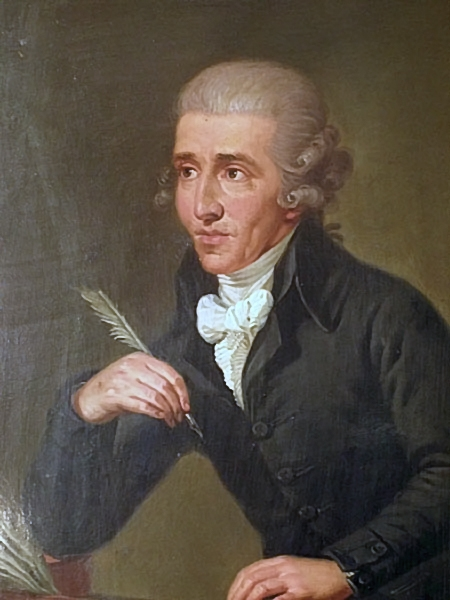
Joseph Haydn (Gemälde von Ludwig Guttenbrunn, um 1770)

Die Sinfonie Hoboken-Verzeichnis I:28 komponierte Joseph Haydn um die Jahreswende 1765/66 während seiner Anstellung als Vizekapellmeister beim Fürsten Nikolaus I. Esterházy.
Im Autograph sind nur die Sätze 1 bis 3 erhalten. Offenbar hat Haydn den vierten Satz erst später hinzugefügt, denn er findet sich nur in späteren zeitgenössischen Abschriften. Der Leipziger Musikkritiker Johann Adam Hiller schrieb in einer Rezension zu sechs Haydn-Sinfonien im Jahr 1770:

„Die (…) Sinfonie hat ein hiesiger Componist ohnlängst in eine erträglichere Form gebracht, und die Auswüchse derselben abgeschnitten; der letzte Satz im 6/8 Tacte ist im Druck ganz ausgelassen; hätte man doch lieber das alberne Trio zusammen mit der Menuet hinweggelassen.“

Möglicherweise waren die Sätze 2 und 3 ursprünglich als Einzelsätze für Bühnenmusik gedacht (z. B. gastierte zum Karneval 1765 die Schauspielertruppe von Josepha Schultz in Eisenstadt). Dafür sprechen neben den ungewöhnlichen Klangeffekten der Sätze auch die (wahrscheinliche) Nachkomposition des vierten Satzes.
Die in dieser Zeit von Haydn komponierten Sinfonien liegen in einer Vielzahl von Abschriften vor allem in österreichischen und tschechischen Musikarchiven vor, was auf eine Beliebtheit dieser Werke hindeutet. In den 1770er Jahren gehörten fast alle zum Repertoire der böhmischen Adelskapellen. Weiteste Verbreitung (von den 1764 und 1765 komponierten Sinfonien) fand offenbar die Sinfonie Nr. 28.

## Zur Musik
Besetzung:  zwei Oboen, zwei Hörner, zwei Violinen, Viola, Cello, Kontrabass. Zur Verstärkung der Bass-Stimme wurden damals auch ohne gesonderte Notierung ein Fagott und Cembalo-Continuo (sofern im Orchester vorhanden) eingesetzt, wobei über die Beteiligung des Cembalos in der Literatur unterschiedliche Auffassungen bestehen.
Aufführungszeit:  ca. 20 Minuten (je nach Einhalten der vorgeschriebenen Wiederholungen)
Bei den hier benutzten Begriffen der Sonatensatzform ist zu berücksichtigen, dass dieses Schema in der ersten Hälfte des 19. Jahrhunderts entworfen wurde (siehe dort) und von daher nur mit Einschränkungen auf ein 1765 komponiertes Werk übertragen werden kann. – Die hier vorgenommene Beschreibung und Gliederung der Sätze ist als Vorschlag zu verstehen. Je nach Standpunkt sind auch andere Abgrenzungen und Deutungen möglich.

### Erster Satz: Allegro di molto
A-Dur, 3/4-Takt, 164 Takte

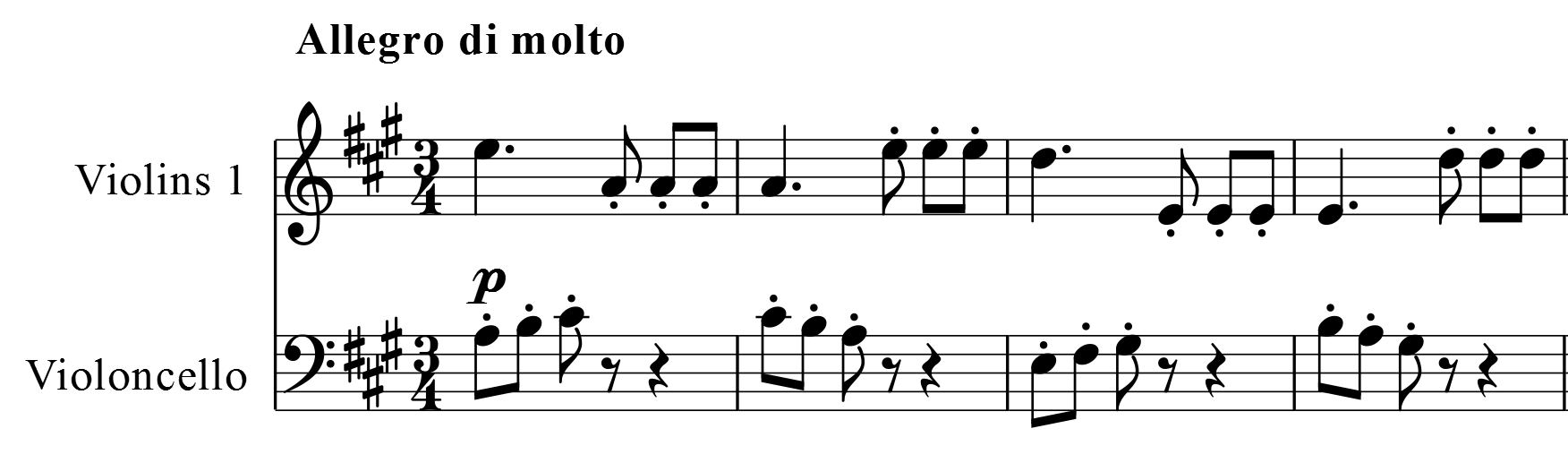
Beginn des Allegro di molto

Der Satz ist nahezu vollständig von seinem Hauptmotiv im Rhythmus aus drei Achteln (anfangs als Tonrepetition) und einem punktierten Viertel beherrscht („Viernotenmotiv“). Dadurch entsteht ein ständig vorwärtsdrängender Impuls. Dieser Aufbau aus nur einem Hauptbaustein wird für die Sinfonie Nr. 28 in der Literatur oft hervorgehoben. Der Rhythmus erinnert an den bekannten Anfang von Ludwig van Beethovens Sinfonie Nr. 5, wird jedoch z. B. auch in Muzio Clementis Klaviersonate g-Moll opus 34 Nr. 2 von 1795 verwendet.
Das aus dem Viernotenmotiv gebildete erste Thema wird piano von den Streichern vorgestellt. Die ersten Takte können auch als 6/8-Takt gehört werden. Unterbrochen von einem überraschenden Forte-Einschub aus auf- und absteigenden Skalenläufen im Unisono, wird es wiederholt.
Es folgt ab Takt 22 eine längere Passage, die von durchlaufenden Achtelketten (takteweise gebrochene Akkorde, teils mit großen Intervallsprüngen) in den parallel geführten Violinen und dem Viernotenmotiv in Oboen, Viola und Bass geprägt ist, unterbrochen lediglich von Takt 41 bis 43, wo die Streicher unisono die Achtelketten spielen. Die Schlussgruppe ab Takt 52 in der Dominante E-Dur stellt dann zunächst in der 1. Violine deutlich das Viernotenmotiv noch mal heraus, in der zweiten Hälfte ist es wieder mit den Achtelketten kombiniert.
Die Durchführung beginnt nicht mit dem vollständigen Thema, sondern wiederum als Aneinanderreihung von Varianten des Viertonmotivs. Das Motiv wird – bei Wechsel nach h-Moll und fis-Moll – in verschiedenen Variationen verarbeitet: (1) aufsteigend (bspw. Takt 63), (2) auf- und absteigend (bspw. Takt 65), (3) absteigend (bspw. Takt 66), (4) mit einem „Seufzermotiv“ (bspw. Takt 74), (5) mit Sextaufschlag (bspw. Takt 79). Dieses Motiv mit Sextaufschlag läuft sich dann fest, wobei das Intervall der Sexte auch auf Oktave und Terz verändert wird. Erst in Takt 90 setzt das ganze Orchester forte mit dem Hauptthema in fis-Moll ein. Mit Modulationen gelangt Haydn zurück zur Grundtonart (Tonika) A-Dur.
In A-Dur setzt dann in Takt 104 die Reprise mit dem Hauptthema wie am Satzanfang ein. Der Forte-Einbruch im Unisono wechselt allerdings nach a-Moll, und die Wiederholung des Themas – nun mit stimmführender Solo-Oboe – steht ebenfalls in a-Moll. Ansonsten ist die Reprise ähnlich der Exposition strukturiert. Exposition sowie Durchführung und Reprise werden wiederholt.

### Zweiter Satz: Poco Adagio
D-Dur, 2/4-Takt, 124 Takte

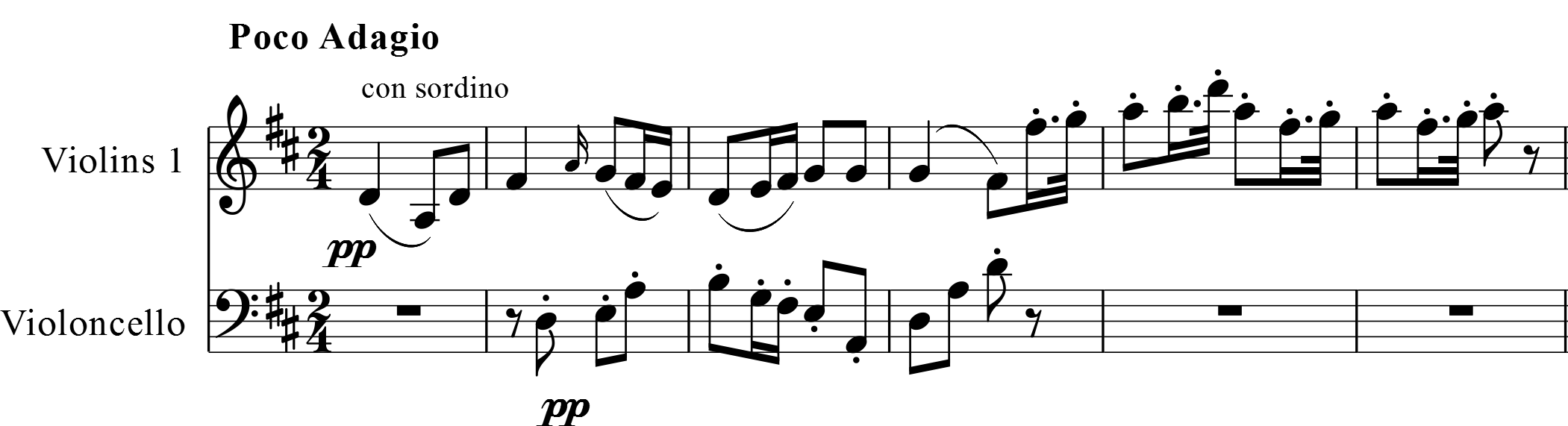
Beginn des Poco Adagio

Wie für die langsamen Sätze der frühen Sinfonien Haydns üblich, ist das Poco Adagio nur für Streicher gehalten. Diese spielen überwiegend piano, die weitgehend parallel geführten Violinen sind gedämpft. Der Satz ist durch einen „Wechsel von überhaupt nicht zueinander passenden Motiven [geprägt] – feierlicher Kantilene in sonorer tiefer Lage und spitzen staccato-Marschrhythmen der Violinen – und im mehrfachen Steckenbleiben der Bewegung (…).“ Ähnliche Kontraste verwendet Haydn in den langsamen Sätzen der Sinfonien Nr. 60 und Nr. 65.
Das erste Thema im Pianissimo besteht bereits aus zwei kontrastierenden Hälften: Die erste Hälfte mit einem sanglichen Motiv, das mit Quarte und aufsteigendem D-Dur – Akkord beginnt, in tiefer Lage mit stimmführenden Violinen und überwiegend legato. In der zweiten Hälfte spielen nur die Violinen, etwa eine Oktave höher mit Marschrhythmus und im Staccato. Das Thema (Takt 1 bis 6) wird wiederholt und geht dann in eine ähnlich strukturierte dialogartige Fortsetzung über. Im zweiten Thema (A-Dur, ab Takt 24) ist der „Marschteil“ deutlich ausgeweitet, und es beteiligen sich anfangs auch Viola und Bass am Geschehen. Die Schlussgruppe ist dagegen ausschließlich im „sanglichen“ Gestus und tiefer Lage gehalten, sie enthält einige Triolen und am Ende punktierte Rhythmen, die etwas an den Marschteil erinnern.
Der Mittelteil („Durchführung“) greift das erste Thema in A-Dur auf. Mit der Wiederholung von dessen erster Hälfte wendet sich Haydn nach Moll und sequenziert ab Takt 60 ein Motiv mit Tonrepetition und punktiertem Rhythmus abwärts. Die Bewegung staut sich in Takt 68/69 als Forte-Ausbruch in ganztaktigen Noten, der sich ins dominantische A-Dur auflöst und die Reprise ankündigt.
In der Reprise ab Takt 71 sind im ersten Thema die beiden Hälften vertauscht (d. h. das Thema beginnt mit der „Marschpassage“). Es folgt das zweite Thema, wobei sich die Motivbestandteile der ersten Hälfte (Sekundschritt und Tonrepetition) nun auf über zehn Takte verselbständigen. Den Schluss des Satzes hat Haydn  mit einer Coda gestaltet. Exposition sowie Mittelteil und Reprise werden wiederholt.

„Das Poco adagio (…) besteht zu einem guten Teil aus einem reizvollen, geistreichen Dialog zwischen den Streichinstrumenten (legato) und den Soloviolinen (staccato) und verrät eine unverkennbar theatralische Dimension.“

„[Der Satz] wirkt so eigenartig, weicht von anderen langsamen Sätzen Haydns (…) so sehr ab, daß man das Gefühl hat, also ob sich hinter dem Ganzen irgendein geheimer Spaß verberge.“

### Menuet. Allegro molto
A-Dur, 3/4-Takt, mit Trio 54 Takte
Das Menuett ist zum einen durch seine ungewöhnlich (schnelle) Tempovorschrift „Allegro molto“ auffällig. Zum anderen verwendet Haydn als Hauptthema eine (durch Quarten) signalartige Fanfare im Frage-Antwort-Struktur, die durch den Effekt der Bariolage ihre besonders „scharfe“ Klangfarbe erhält. Der Mittelteil führt diesen Dialog mit Anreicherung von Forte-Piano-Kontrasten weiter.
Im Trio (a-Moll), das stark zum Menuett kontrastiert, spielt die 1. Violine zur gleichförmigen Begleitung der übrigen Streicher eine einfache, fünf Töne umkreisende Melodie mit slawisch-melancholischer Klangfarbe. Fürst Nikolaus war von diesem Stück offensichtlich so angetan, dass Haydn die Melodie nochmals  in einem Duett für zwei Barytons, das Lieblingsinstrument des Fürsten, verwendete. Johann Adam Hiller kritisierte das Trio dagegen als „albern“ (siehe oben).

### Vierter Satz: Presto assai
A-Dur, 6/8-Takt, 98 Takte
Der „temperamentübersprühende“ Satz im Charakter einer Gigue ist wie im Allegro molto durch die fortlaufende Achtelbewegung mit vorwärtsdrängendem Impuls geprägt. Das erste Thema beginnt ebenfalls piano und besteht aus stufenweise aufsteigenden Skalen und einem Abstieg im Umfang von zwei Oktaven. Der Kopf vom Thema wird eine Oktave tiefer wiederholt, bei der letzten „Stufe“ mit Beteiligung des ganzen Orchesters (Tutti) im Forte. Die Achtelketten werden dann kurz vom Tutti, anschließend als hämmernde Tonrepetition in den Violinen über einer Basslinie weitergeführt. Das zweite Thema (ab Takt 23, Dominante E-Dur) im Piano ist als Dialog zwischen 1. Violine und den übrigen Streichern gehalten. Die Schlussgruppe greift die Achtelketten mit ihrer hämmernden Tonrepetition – nun im energischen unisono – wieder auf.
Die Durchführung setzt die Achtelketten fort und wechselt mit dem zweiten Thema ab Takt 47 zur Tonikaparallelen fis-Moll. Die Figur der 1. Violine läuft dann mehrere Takte piano weiter, bevor eine achttaktige Passage der rasanten, aufsteigenden Unisonoketten von fis-Moll zum dominantischen E-Dur führt, das die Reprise ankündigt. Diese (ab Takt 65) ist wie Exposition strukturiert. Exposition sowie Durchführung und Reprise werden wiederholt.